# Norah Zapata Prill
Norah Zapata Prill (*Cochabamba, 1 de enero de 1946 es una escritora y poetisa boliviana.

## Biografía
Poeta, miembro correspondiente de la Academia Boliviana de la Lengua. Profesora de Literatura y Castellano, egresada de la Normal Superior Católica de Cochabamba. Hizo estudios de posgrado en Lengua y Literatura Española en el Instituto de Cultura Hispánica de Madrid. Entre otros premios y reconocimientos ha recibido el 1.er Gran Premio Nacional Franz Tamayo, el más importante de su país, en dos ocasiones en 1973 y en 1977.  Actualmente es Directora de un establecimiento médico social psicogeriátrico en Lausana, Suiza.

## Obra

### Poemarios publicados
- De las estrellas y el silencio (1975);
- Géminis en invierno (1978);
- Fascinación del fuego (1985);
- Diálogo en el acuario (1985);
- Antología (2008).

Su obra ha aparecido en diversas antologías de Bolivia y el extranjero. Ha sido invitada a festivales poéticos en Alemania, Argentina, Austria, España, Italia, Macedonia, Suecia, Suiza, y otros lugares.